# ACF Fiorentina 2018-2019
Questa voce raccoglie le informazioni riguardanti l'ACF Fiorentina nelle competizioni ufficiali della stagione 2018-2019.

## Stagione
L'estate 2018 vede la società operare sul mercato con rinforzi mirati: giungono in Toscana il portiere Lafont, il centrocampista Gerson e l'attaccante Pjaca. Durante il girone di andata del campionato i viola conseguono 26 punti, con il picco della vittoria in casa del Milan. Decima in classifica al giro di boa, la Fiorentina esordisce poi in Coppa Italia eliminando il Torino negli ottavi di finale. Dopo un inizio del girone di ritorno ricco di gol, i gigliati hanno la meglio in coppa anche sulla Roma. La semifinale oppone i toscani all'Atalanta, con il primo incontro che si risolve sul 3-3.
Una successiva crisi di risultati in campionato, tra cui le sconfitte con Cagliari e Frosinone, mina la permanenza di Pioli sulla panchina della squadra: l'allenatore rassegna le dimissioni dopo la disfatta contro i ciociari, venendo rimpiazzato da Vincenzo Montella. L'avvicendamento alla guida, tuttavia, si rivelerà controproducente: eliminata dagli orobici in coppa, la formazione inanella un filotto di 5 sconfitte consecutive. Il trend espone i viola addirittura al rischio di retrocessione, complice l'andamento della classifica. La salvezza viene però conquistata all'ultima domenica, per effetto di un pareggio senza gol contro il Genoa (venutosi a trovare in un'analoga situazione). Chiude la stagione a un deludente sedicesimo posto, eguagliando il risultato ottenuto nella stagione 2004-2005.

## Divise
Lo sponsor tecnico rimane Le Coq Sportif
La prima divisa è un forte richiamo alla tradizione della squadra, con una maglia semplice monocromatica viola con colletto. La novità è il ritorno dei pantaloncini neri che già erano stati indossati dalla Fiorentina negli anni '70. In alcune partite la squadra ha giocato tuttavia in completo monocromatico viola (ad esempio in campionato con la Lazio o nella partita di Coppa Italia con la Roma).
Come per la stagione precedente, non c'è una maglia da trasferta e maglie secondarie, ma quattro divise da trasferta tutte dello stesso valore (e quindi non una seconda, una terza, una quarta e una quinta divisa), ispirate ai colori dei quattro quartieri in cui si gioca il Calcio storico fiorentino: Santo Spirito (maglia bianca), Santa Croce (maglia azzurra), Santa Maria Novella (maglia rossa) e San Giovanni (maglia verde).
| Prima divisa | Trasferta bianca | Trasferta rossa | Trasferta verde | Trasferta azzurra | Prima divisa altern. |  |

## Organigramma societario
Area direttiva
- Presidente: Mario Cognigni
- Consiglio di amministrazione: Andrea Della Valle, Mario Cognigni, Sandro Mencucci, Paolo Borgomanero, Maurizio Boscarato, Carlo Montagna, Giovanni Montagna, Paolo Panerai, Gino Salica, Stefano Sincini
- Collegio sindacale - sindaci effettivi: Franco Pozzi, Massimo Foschi, Giancarlo Viccaro, Gilfredo Gaetani, Fabrizio Redaelli
- Direttore generale: Pantaleo Corvino
- Direttore esecutivo e Responsabile sviluppo progetti commerciali - Gianluca Baiesi
- Segreteria Sportiva: Fabio Bonelli
- Direttore amministrazione, finanza e controllo: Gian Marco Pachetti

Area organizzativa
- Club Manager: Giancarlo Antognoni
- Team Manager: Alberto Marangon
- Direttore area stadio e sicurezza: Edoardo Miano
- Resp. risorse umane: Grazia Forgione
- IT Manager: Andrea Ragusin

Area comunicazione
- Direttore comunicazione: Elena Turra
- Ufficio Stampa: Luca Di Francesco - Arturo Mastronardi
- Direttore responsabile www.ViolaChannel.tv: Luca Giammarini

Area tecnica
- Direttore area tecnica: Pantaleo Corvino
- Direttore sportivo: Carlos Freitas
- Allenatore: Stefano Pioli (1ª-31ª); Vincenzo Montella (32ª-38ª)
- Viceallenatore: Giacomo Murelli (1ª-31ª); Daniele Russo (32ª-38ª)
- Preparatore atletico: Matteo Osti, Francesco Perondi
- Training Load analyst: Manuel Cordeiro
- Collaboratori tecnici: Davide Lucarelli (1ª-31ª); Nicola Caccia (32ª-38ª)
- Analisi tattiche: Gianmarco Pioli
- Allenatore portieri: Alejandro Rosalen Lopez,
- Preparatore atletico recupero infortunati: Damir Blokar

Area sanitaria
- Direttore area medico-sanitaria: Luca Pengue
- Coordinatore e responsabile scientifico: Giorgio Galanti
- Medici sociali: Jacopo Giuliattini
- Massofisioterapisti: Stefano Dainelli, Maurizio Fagorzi
- Fisioterapista: Luca Lonero, Simone Michelassi, Daniele Misseri, Filippo Nannelli, Francesco Tonarelli

## Rosa
| N. |                         | Ruolo | Calciatore                 |
| -- | ----------------------- | ----- | -------------------------- |
| 1  | Francia (bandiera)      | P     | Alban Lafont               |
| 2  | Francia (bandiera)      | D     | Vincent Laurini            |
| 3  | Italia (bandiera)       | D     | Cristiano Biraghi          |
| 4  | Serbia (bandiera)       | D     | Nikola Milenković          |
| 5  | Italia (bandiera)       | D     | Federico Ceccherini        |
| 6  | Danimarca (bandiera)    | C     | Christian Nørgaard         |
| 7  | Francia (bandiera)      | C     | Valentin Eysseric          |
| 8  | Brasile (bandiera)      | C     | Gerson                     |
| 9  | Argentina (bandiera)    | A     | Giovanni Simeone           |
| 10 | Croazia (bandiera)      | C     | Marko Pjaca                |
| 11 | Belgio (bandiera)       | A     | Kevin Mirallas             |
| 14 | Burkina Faso (bandiera) | C     | Bryan Dabo                 |
| 15 | Uruguay (bandiera)      | D     | Maximiliano Olivera        |
| 16 | Slovacchia (bandiera)   | D     | Dávid Hancko               |
| 17 | Francia (bandiera)      | C     | Jordan Veretout            |
| 18 | Svizzera (bandiera)     | C     | Nicky Beloko               |
| 19 | Spagna (bandiera)       | C     | Tòfol Montiel              |
| 20 | Argentina (bandiera)    | D     | Germán Pezzella (capitano) |
| 21 | Italia (bandiera)       | A     | Riccardo Sottil            |

| N. |                        | Ruolo | Calciatore                      |
| -- | ---------------------- | ----- | ------------------------------- |
| 23 | Italia (bandiera)      | P     | Pietro Terracciano              |
| 24 | Italia (bandiera)      | C     | Marco Benassi                   |
| 25 | Italia (bandiera)      | A     | Federico Chiesa (vice capitano) |
| 26 | Svizzera (bandiera)    | C     | Edimilson Fernandes             |
| 27 | Rep. Ceca (bandiera)   | A     | Martin Graiciar                 |
| 28 | Serbia (bandiera)      | A     | Dušan Vlahović                  |
| 29 | Colombia (bandiera)    | A     | Luis Muriel                     |
| 30 | Grecia (bandiera)      | D     | Giorgos Antzoulas               |
| 31 | Brasile (bandiera)     | D     | Vitor Hugo                      |
| 32 | Italia (bandiera)      | D     | Gabriele Ferrarini              |
| 33 | Italia (bandiera)      | P     | Federico Brancolini             |
| 34 | Paesi Bassi (bandiera) | D     | Kevin Diks                      |
| 34 | Francia (bandiera)     | C     | Christian Koffi                 |
| 34 | Albania (bandiera)     | C     | Erald Lakti                     |
| 67 | Italia (bandiera)      | P     | Simone Ghidotti                 |
| 69 | Polonia (bandiera)     | P     | Bartłomiej Drągowski            |
| 73 | Italia (bandiera)      | A     | Marco Meli                      |
| 77 | Francia (bandiera)     | A     | Cyril Théréau                   |

## Calciomercato

### Sessione estiva(dall'1/7 al 17/8)
| Acquisti         | Acquisti              | Acquisti       | Acquisti                   |
| R.               | Nome                  | da             | Modalità                   |
| ---------------- | --------------------- | -------------- | -------------------------- |
| D                | Germán Pezzella       | Betis          | riscatto (9 milioni €)     |
| P                | Alban Lafont          | Tolosa         | definitivo (8,5 milioni €) |
| D                | Dávid Hancko          | Žilina         | definitivo (3.5 milioni €) |
| D                | Federico Ceccherini   | Crotone        | definitivo (3 milioni €)   |
| C                | Christian Nørgaard    | Brøndby        | definitivo (3,5 milioni €) |
| C                | Gerson                | Roma           | prestito                   |
| A                | Kevin Mirallas        | Everton        | prestito (500 mila€)       |
| A                | Marko Pjaca           | Juventus       | prestito (2 milioni €)     |
| C                | Edimilson Fernandes   | West Ham Utd   | prestito                   |
| C                | Carlos Sánchez        | Espanyol       | fine prestito              |
| Altre operazioni |                       |                |                            |
| R.               | Nome                  | da             | Modalità                   |
| D                | Dušan Vlahović        | Partizan       | definitivo                 |
| A                | Jaime Báez            | Pescara        | fine prestito              |
| C                | Andrés Schetino       | Esbjerg        | fine prestito              |
| A                | Rafik Zekhnini        | Rosenborg      | fine prestito              |
| C                | Joshua Giovanni Perez | Livorno        | fine prestito              |
| C                | Martin Graiciar       | Slovan Liberec | fine prestito              |
| D                | Lorenzo Venuti        | Benevento      | fine prestito              |
| D                | Kevin Diks            | Feyenoord      | fine prestito              |

| Cessioni         | Cessioni              | Cessioni              | Cessioni                    |
| R.               | Nome                  | a                     | Modalità                    |
| ---------------- | --------------------- | --------------------- | --------------------------- |
| C                | Milan Badelj          | -                     | fine contratto              |
| A                | Simone Lo Faso        | Palermo               | fine prestito               |
| C                | Gil Dias              | Monaco                | fine prestito               |
| A                | Khouma El Babacar     | Sassuolo              | definitivo (9 milioni €)    |
| P                | Marco Sportiello      | Atalanta              | fine prestito               |
| D                | Diego Falcinelli      | Sassuolo              | fine prestito               |
| A                | Ante Rebić            | Eintracht Francoforte | definitivo (2 milioni €)    |
| D                | Bruno Gaspar          | Sporting Lisbona      | definitivo (4,5 milioni €)  |
| C                | Carlos Sánchez        | West Ham Utd          | definitivo (4,45 milioni €) |
| D                | Nenad Tomović         | Chievo                | definitivo (2,5 milioni €)  |
| C                | Riccardo Saponara     | Sampdoria             | prestito (2 milioni €)      |
| C                | Sebastián Cristóforo  | Getafe                | prestito                    |
| Altre operazioni |                       |                       |                             |
| R.               | Nome                  | a                     | Modalità                    |
| P                | Michele Cerofolini    | Cosenza               | prestito                    |
| D                | Luca Mosti            | Arezzo                | prestito                    |
| D                | Lorenzo Venuti        | Lecce                 | prestito                    |
| C                | Joshua Giovanni Perez | Los Angeles FC        | definitivo                  |
| D                | Petko Hristov         | Ternana               | prestito                    |
| A                | Rafik Zekhnini        | Twente                | prestito                    |
| C                | Amidu Salifu          | Arezzo                | prestito                    |
| A                | Jaime Báez            | Cosenza               | prestito                    |

### Sessione invernale(dal 3 al 31/1)
| Acquisti         | Acquisti           | Acquisti      | Acquisti                         |
| R.               | Nome               | da            | Modalità                         |
| ---------------- | ------------------ | ------------- | -------------------------------- |
| P                | Pietro Terracciano | Empoli        | prestito                         |
| D                | Jacob Rasmussen    | Empoli        | definitivo                       |
| C                | Szymon Żurkowski   | Górnik Zabrze | definitivo                       |
| A                | Luis Muriel        | Siviglia      | prestito con diritto di riscatto |
| Altre operazioni |                    |               |                                  |
| R.               | Nome               | da            | Modalità                         |
| C                | Toni Fruk          | R.E. Mouscron | definitivo                       |

| Cessioni         | Cessioni               | Cessioni      | Cessioni |
| R.               | Nome                   | a             | Modalità |
| ---------------- | ---------------------- | ------------- | -------- |
| P                | Bartłomiej Drągowski   | Empoli        | prestito |
| D                | Maximiliano Olivera    | Olimpia       | prestito |
| D                | Gilberto Moraes Júnior | Fluminense    | prestito |
| D                | Jacob Rasmussen        | Empoli        | prestito |
| D                | Kevin Diks             | Empoli        | prestito |
| C                | Szymon Żurkowski       | Górnik Zabrze | prestito |
| C                | Valentin Eysseric      | Nantes        | prestito |
| A                | Cyril Théréau          | Cagliari      | prestito |
| Altre operazioni |                        |               |          |
| R.               | Nome                   | da            | Modalità |
| A                | Riccardo Sottil        | Pescara       | prestito |
| A                | Gabriele Gori          | Livorno       | prestito |

## Risultati

### Serie A

#### Girone di andata
| Arbitro: | Maresca (Napoli) |

|             |           |             |
| Caprari 60’ | Marcatori | 13’ Simeone |

| Arbitro: | Abisso (Palermo) |

|                                                                    |           |             |
| Milenković 8’ Gerson 42’ Benassi 49’, 90’ Chiesa 71’ Simeone 90+3’ | Marcatori | 77’ Tomović |

| Arbitro: | Giua (Olbia) |

|             |           |  |
| Benassi 73’ | Marcatori |  |

| Arbitro: | Fabbri (Ravenna) |

|                |           |  |
| L. Insigne 79’ | Marcatori |  |

| Arbitro: | Ghersini (Genova) |

|                                     |           |  |
| Pjaca 18’ Milenković 28’ Chiesa 56’ | Marcatori |  |

| Arbitro: | Mazzoleni (Bergamo) |

|                                  |           |                     |
| Icardi 45’ (rig.) D'Ambrosio 77’ | Marcatori | 53’ (aut.) Škriniar |

| Arbitro: | Valeri (Roma) |

|                                   |           |  |
| Veretout 63’ (rig.) Biraghi 90+4’ | Marcatori |  |

| Arbitro: | Orsato (Schio) |

|              |           |  |
| Immobile 37’ | Marcatori |  |

| Arbitro: | Giacomelli (Trieste) |

|                     |           |               |
| Veretout 60’ (rig.) | Marcatori | 69’ Pavoletti |

| Arbitro: | Fabbri (Ravenna) |

|                   |           |            |
| Lafont 12’ (aut.) | Marcatori | 2’ Benassi |

| Arbitro: | Banti (Livorno) |

|                     |           |              |
| Veretout 33’ (rig.) | Marcatori | 85’ Florenzi |

| Arbitro: | Pasqua (Tivoli) |

|               |           |             |
| Pinamonti 89’ | Marcatori | 47’ Benassi |

| Bologna 25 novembre 2018, ore 15:00 CET 13ª giornata | Bologna             | 0 – 0 referto | Fiorentina | Stadio Renato Dall'Ara (21 241 spett.)\| Arbitro: \| Di Bello (Brindisi) \| |
| Arbitro:                                             | Di Bello (Brindisi) |               |            |                                                                             |

| Arbitro: | Orsato (Schio) |

|  |           |                                                |
|  | Marcatori | 31’ Bentancur 69’ Chiellini 79’ (rig.) Ronaldo |

| Arbitro: | Chiffi (Padova) |

|                                  |           |                                        |
| Duncan 62’ Babacar 67’ Sensi 80’ | Marcatori | 70’ Simeone 89’ Benassi 90+6’ Mirallas |

| Arbitro: | Giacomelli (Trieste) |

|                                   |           |            |
| Mirallas 40’ Simeone 59’ Dabo 78’ | Marcatori | 24’ Krunić |

| Arbitro: | Mariani (Aprilia) |

|  |           |            |
|  | Marcatori | 73’ Chiesa |

| Arbitro: | Fabbri (Ravenna) |

|  |           |               |
|  | Marcatori | 45+2’ Inglese |

| Genova 29 dicembre 2018, ore 15:00 CET 19ª giornata | Genoa           | 0 – 0 referto | Fiorentina | Stadio Luigi Ferraris (21 000 spett.)\| Arbitro: \| Massa (Imperia) \| |
| Arbitro:                                            | Massa (Imperia) |               |            |                                                                        |

#### Girone di ritorno
| Arbitro: | Di Bello (Brindisi) |

|                                    |           |                                          |
| Muriel 34’, 70’ Ge. Pezzella 90+3’ | Marcatori | 44’ Ramírez 81’ (rig.), 85’ Quagliarella |

| Arbitro: | Chiffi (Padova) |

|                                                  |           |                                       |
| Stępiński 38’ Pellissier 60’ (rig.) Đorđević 89’ | Marcatori | 4’ Muriel 26’ Benassi 79’, 86’ Chiesa |

| Arbitro: | Orsato (Schio) |

|            |           |               |
| Larsen 56’ | Marcatori | 65’ Fernandes |

| Firenze 9 febbraio 2019, ore 18:00 CET 23ª giornata | Fiorentina         | 0 – 0 referto | Napoli | Stadio Artemio Franchi (29 377 spett.)\| Arbitro: \| Calvarese (Teramo) \| |
| Arbitro:                                            | Calvarese (Teramo) |               |        |                                                                            |

| Arbitro: | Pairetto (Nichelino) |

|             |           |                                                          |
| Petagna 36’ | Marcatori | 44’ Fernandes 79’ (rig.) Veretout 81’ Simeone 88’ Gerson |

| Arbitro: | Abisso (Palermo) |

|                                                     |           |                                           |
| de Vrij 1’ (aut.) Muriel 74’ Veretout 90+11’ (rig.) | Marcatori | 6’ Vecino 40’ Politano 52’ (rig.) Perišić |

| Arbitro: | Guida (Torre Annunziata) |

|                                 |           |           |
| Iličič 28’ Gómez 34’ Gosens 59’ | Marcatori | 3’ Muriel |

| Arbitro: | Orsato (Schio) |

|            |           |              |
| Muriel 61’ | Marcatori | 23’ Immobile |

| Arbitro: | Doveri (Roma) |

|                               |           |            |
| João Pedro 52’ Ceppitelli 66’ | Marcatori | 88’ Chiesa |

| Arbitro: | Pasqua (Tivoli) |

|            |           |             |
| Simeone 7’ | Marcatori | 34’ Baselli |

| Arbitro: | Massa (Imperia) |

|                         |           |                             |
| Zaniolo 14’ Perotti 57’ | Marcatori | 12’ Ge. Pezzella 51’ Gerson |

| Arbitro: | Chiffi (Padova) |

|  |           |                |
|  | Marcatori | 84’ D. Ciofani |

| Firenze 14 aprile 2019, ore 15:00 CEST 32ª giornata | Fiorentina           | 0 – 0 referto | Bologna | Stadio Artemio Franchi (29 394 spett.)\| Arbitro: \| Giacomelli (Trieste) \| |
| Arbitro:                                            | Giacomelli (Trieste) |               |         |                                                                              |

| Arbitro: | Pasqua (Tivoli) |

|                                         |           |               |
| Alex Sandro 37’ Ge. Pezzella 53’ (aut.) | Marcatori | 6’ Milenković |

| Arbitro: | Fourneau (Roma) |

|  |           |             |
|  | Marcatori | 37’ Berardi |

| Arbitro: | Irrati (Pistoia) |

|            |           |  |
| Farias 54’ | Marcatori |  |

| Arbitro: | Mariani (Aprilia) |

|  |           |                |
|  | Marcatori | 35’ Çalhanoğlu |

| Arbitro: | Giacomelli (Trieste) |

|                   |           |  |
| Gerson 80’ (aut.) | Marcatori |  |

| Firenze 26 maggio 2019, ore 20:30 CEST 38ª giornata | Fiorentina     | 0 – 0 referto | Genoa | Stadio Artemio Franchi (37 527 spett.)\| Arbitro: \| Orsato (Schio) \| |
| Arbitro:                                            | Orsato (Schio) |               |       |                                                                        |

### Coppa Italia

#### Fase finale
| Arbitro: | Abisso (Palermo) |

|  |           |                   |
|  | Marcatori | 87’, 90+2’ Chiesa |

| Arbitro: | Manganiello (Pinerolo) |

|                                                             |           |             |
| Chiesa 7’, 18’, 74’ Muriel 33’ Benassi 66’ Simeone 79’, 89’ | Marcatori | 28’ Kolarov |

| Arbitro: | Giacomelli (Trieste) |

|                                   |           |                                   |
| Chiesa 33’ Benassi 36’ Muriel 79’ | Marcatori | 16’ Gómez 18’ Pašalić 58’ de Roon |

| Arbitro: | Calvarese (Teramo) |

|                             |           |           |
| Iličić 14’ (rig.) Gómez 69’ | Marcatori | 3’ Muriel |

## Statistiche

### Statistiche di squadra
| Competizione | Punti | In casa | In casa | In casa | In casa | In casa | In casa | In trasferta | In trasferta | In trasferta | In trasferta | In trasferta | In trasferta | Totale | Totale | Totale | Totale | Totale | Totale | D.R. |
| Competizione | Punti | G       | V       | N       | P       | GF      | GS      | G            | V            | N            | P            | GF           | GS           | G      | V      | N      | P      | GF     | GS     | D.R. |
| ------------ | ----- | ------- | ------- | ------- | ------- | ------- | ------- | ------------ | ------------ | ------------ | ------------ | ------------ | ------------ | ------ | ------ | ------ | ------ | ------ | ------ | ---- |
| Serie A      | 41    | 19      | 5       | 9       | 5       | 25      | 19      | 19           | 3            | 8            | 8            | 22           | 26           | 38     | 8      | 17     | 13     | 47     | 45     | 2    |
| Coppa Italia | -     | 2       | 1       | 1       | 0       | 10      | 4       | 2            | 1            | 0            | 1            | 3            | 2            | 4      | 2      | 1      | 1      | 13     | 6      | 7    |
| Totale       | 41    | 21      | 6       | 10      | 5       | 35      | 23      | 21           | 4            | 8            | 9            | 25           | 28           | 42     | 10     | 18     | 14     | 60     | 51     | 9    |

### Andamento in campionato
| Giornata  | 1  | 2 | 3 | 4 | 5 | 6 | 7 | 8 | 9 | 10 | 11 | 12 | 13 | 14 | 15 | 16 | 17 | 18 | 19 | 20 | 21 | 22 | 23 | 24 | 25 | 26 | 27 | 28 | 29 | 30 | 31 | 32 | 33 | 34 | 35 | 36 | 37 | 38 |
| --------- | -- | - | - | - | - | - | - | - | - | -- | -- | -- | -- | -- | -- | -- | -- | -- | -- | -- | -- | -- | -- | -- | -- | -- | -- | -- | -- | -- | -- | -- | -- | -- | -- | -- | -- | -- |
| Luogo     | T  | C | C | T | C | T | C | T | C | T  | C  | T  | T  | C  | T  | C  | T  | C  | T  | C  | T  | T  | C  | T  | C  | T  | C  | T  | C  | T  | C  | C  | T  | C  | T  | C  | T  | C  |
| Risultato | N  | V | V | P | V | P | V | P | N | N  | N  | N  | N  | P  | N  | V  | V  | P  | N  | N  | V  | N  | N  | V  | N  | P  | N  | P  | N  | N  | P  | N  | P  | P  | P  | P  | P  | N  |
| Posizione | 10 | 8 | 3 | 5 | 3 | 5 | 3 | 7 | 6 | 6  | 8  | 9  | 10 | 12 | 12 | 10 | 7  | 10 | 10 | 10 | 9  | 9  | 10 | 8  | 9  | 10 | 10 | 10 | 10 | 10 | 10 | 10 | 11 | 12 | 13 | 14 | 15 | 16 |

Fonte:  Serie A – Classifiche, su legaseriea.it, Lega Serie A. URL consultato il 6 luglio 2018 (archiviato dall'url originale il 12 giugno 2018).
Legenda:

Luogo: C = Casa; T = Trasferta. Risultato: V = Vittoria; N = Pareggio; P = Sconfitta.

### Statistiche dei giocatori
| Giocatore      | Serie A  | Serie A | Serie A     | Serie A    | Coppa Italia | Coppa Italia | Coppa Italia | Coppa Italia | Totale   | Totale | Totale      | Totale     |
| Giocatore      | Presenze | Reti    | Ammonizioni | Espulsioni | Presenze     | Reti         | Ammonizioni  | Espulsioni   | Presenze | Reti   | Ammonizioni | Espulsioni |
| -------------- | -------- | ------- | ----------- | ---------- | ------------ | ------------ | ------------ | ------------ | -------- | ------ | ----------- | ---------- |
| M. Benassi     | 32       | 7       | 6           | 1          | 4            | 2            | 1            | 0            | 36       | 9      | 7           | 1          |
| C. Biraghi     | 36       | 1       | 7           | 0          | 4            | 0            | 1            | 0            | 40       | 1      | 8           | 0          |
| F. Ceccherini  | 15       | 0       | 2           | 0          | 2            | 0            | 1            | 0            | 17       | 0      | 3           | 0          |
| F. Chiesa      | 37       | 6       | 4           | 0          | 4            | 6            | 0            | 0            | 41       | 12     | 4           | 0          |
| B. Dabo        | 23       | 1       | 4           | 0          | 3            | 0            | 0            | 0            | 26       | 1      | 4           | 0          |
| K. Diks        | 0        | 0       | 0           | 0          | 0            | 0            | 0            | 0            | 0        | 0      | 0           | 0          |
| B. Dragowski   | 3        | -2      | 0           | 0          | 0            | 0            | 0            | 0            | 3        | -2     | 0           | 0          |
| V. Eysseric    | 8        | 0       | 1           | 0          | 0            | 0            | 0            | 0            | 8        | 0      | 1           | 0          |
| E. Fernandes   | 29       | 2       | 9           | 1          | 4            | 0            | 0            | 0            | 33       | 2      | 9           | 1          |
| Gerson         | 36       | 3       | 9           | 0          | 4            | 0            | 0            | 0            | 40       | 3      | 9           | 0          |
| M. Graiciar    | 0        | 0       | 0           | 0          | 0            | 0            | 0            | 0            | 0        | 0      | 0           | 0          |
| D. Hancko      | 5        | 0       | 0           | 0          | 0            | 0            | 0            | 0            | 5        | 0      | 0           | 0          |
| V. Hugo        | 30       | 0       | 7           | 1          | 3            | 0            | 1            | 0            | 33       | 0      | 8           | 1          |
| A. Lafont      | 34       | -40     | 2           | 0          | 4            | -6           | 0            | 0            | 38       | -46    | 2           | 0          |
| V. Laurini     | 15       | 0       | 5           | 0          | 2            | 0            | 1            | 0            | 17       | 0      | 6           | 0          |
| N. Beloko      | 1        | 0       | 1           | 0          | 0            | 0            | 0            | 0            | 1        | 0      | 1           | 0          |
| N. Milenković  | 34       | 3       | 8           | 0          | 4            | 0            | 1            | 0            | 38       | 3      | 9           | 0          |
| K. Mirallas    | 27       | 2       | 2           | 0          | 3            | 0            | 1            | 0            | 30       | 2      | 3           | 0          |
| T. Montiel     | 1        | 0       | 0           | 0          | 0            | 0            | 0            | 0            | 1        | 0      | 0           | 0          |
| L. Muriel      | 19       | 6       | 1           | 0          | 4            | 3            | 1            | 0            | 23       | 9      | 2           | 0          |
| C. Nørgaard    | 6        | 0       | 0           | 0          | 0            | 0            | 0            | 0            | 6        | 0      | 0           | 0          |
| M. Olivera     | 0        | 0       | 0           | 0          | 0            | 0            | 0            | 0            | 0        | 0      | 0           | 0          |
| G. Pezzella    | 32       | 2       | 5           | 0          | 3            | 0            | 2            | 0            | 35       | 2      | 7           | 0          |
| M. Pjaca       | 19       | 1       | 1           | 0          | 0            | 0            | 0            | 0            | 19       | 1      | 1           | 0          |
| G. Simeone     | 36       | 6       | 1           | 0          | 4            | 2            | 0            | 0            | 40       | 8      | 1           | 0          |
| R. Sottil      | 2        | 0       | 0           | 0          | 0            | 0            | 0            | 0            | 2        | 0      | 0           | 0          |
| P. Terracciano | 2        | -3      | 0           | 0          | 0            | 0            | 0            | 0            | 2        | -3     | 0           | 0          |
| C. Théréau     | 2        | 0       | 1           | 0          | 0            | 0            | 0            | 0            | 2        | 0      | 1           | 0          |
| J. Veretout    | 33       | 5       | 12          | 1          | 4            | 0            | 1            | 0            | 37       | 5      | 13          | 1          |
| D. Vlahovic    | 10       | 0       | 0           | 0          | 0            | 0            | 0            | 0            | 10       | 0      | 0           | 0          |

## Giovanili

### Organigramma societario
Area direttiva
- Direttore settore giovanile:
- Amministratore unico e Responsabile sviluppo ed efficientamento settore giovanile: Vincenzo Vergine
- Segreteria sportiva: Luigi Curradi
- Team Manager primavera: Rocco De Vincenti
- Area logistico organizzativa: Vincenzo Vergine (ad interim)
- Responsabile sicurezza prevenzione e protezione: Ettore Lambertucci
- Area gestionale e amministrativa: Elena Tortelli
- Area servizi generali: Maria Malearov, Cristina Mugnai
- Trasporti, vitto e alloggi: Roberto Trapassi
- Magazzino: Riccardo Degl'Innocenti, Sonia Meucci
- Autisti: Giorgio Russo, Kamal Wesumperuma

Area tecnica e sanitaria
- Area reclutamento: Maurizio Niccolini, Stefano Cappelletti
- Area fisica: Vincenzo Vergine
- Area medico-sanitaria: Giovanni Serni
- Area tutoraggio e formazione: Roberto Trapassi, Camilla Linari, Laura Paoletti, Francesca Soldi
- Allenatore Primavera: Emiliano Bigica
- Allenatore Allievi Nazionali: Agostino Iacobelli
- Allenatore Allievi Lega Pro: Cristiano Masitto
- Allenatore Giovanissimi: Alessandro Grandoni

### Piazzamenti
- Primavera:
  - Campionato: 5º posto - Quarti di finale (Playoff scudetto)
  - Coppa Italia: Vincitrice 
  - Torneo di Viareggio: Quarti di finale

#### Under-17
- Campionato: 2º posto (girone A) - Quarti di finale (Playoff scudetto)

#### Under-16
- Campionato: 7º posto (girone A)

#### Under-15
- Campionato: 2º posto (girone A) - Quarti di finale (Playoff scudetto)